# Burgio
Burgio est une commune d'environ 2 700 habitants située dans la province d'Agrigente, dans la région Sicile, en Italie.

## Histoire
La commune est dominée à la fin du XIXe siècle par la famille De Michele : le père, Pietro, est le boss de la mafia locale puis élu maire en 1878, et son fils Domenico, député au parlement italien puis maire à son tour de la commune, protecteur du parrain Vito Cascio Ferro.

## Administration
| Période                                  | Période | Identité | Étiquette | Qualité |
| ---------------------------------------- | ------- | -------- | --------- | ------- |
|                                          |         |          |           |         |
| Les données manquantes sont à compléter. |         |          |           |         |

### Communes limitrophes
Caltabellotta, Chiusa Sclafani, Lucca Sicula, Palazzo Adriano, Villafranca Sicula